# Castello di Mimi
Il castello di Mimi (in romeno Castel Mimi), chiamato ufficialmente la Cantina della famiglia Mimi (in romeno Fabrica de vin a familiei Mimi), è una cantina e un monumento architettonico, che fu costruito alla fine del XIX secolo nel villaggio di Bulboaca nel distretto di Anenii Noi in Moldavia.

## Storia
La costruzione della cantina, commissionata dallo statista della Bessarabia e successivamente diplomatico ed enologo Constantin Mimi sulla terra della sua famiglia, fu completata nel 1900/1901 (secondo altre informazioni già nel 1893). Il suo progetto architettonico fu ispirato a modelli francesi e mostra forme di classicismo e storicismo; infatti Mimi, viticoltore ed enologo scrupoloso e fondatore di una delle cantine più famose della Bessarabia, aveva studiato viticoltura e vinificazione a Montpellier. Si ritiene che questa azienda vinicola sia il primo autentico maniero in stile francese della Bessarabia. Poiché era costruito in cemento armato (una novità per l'epoca) a due piani, era considerato un edificio moderno, non solo nella contea di Bender ma in tutto il governatorato. La cantina aveva la capacità di immagazzinare circa 300 000 litri di vino in botti.
Nel 2011 è iniziata la ristrutturazione della cantina, destinata a diventare un'attrazione turistica. Dopo la ricostruzione prese il nome di Castel Mimi in onore del suo fondatore. I lavori di ristrutturazione sono stati completati nel settembre 2016.
Il castello di Mimi ha ospitato il secondo vertice della Comunità politica europea il 1º giugno 2023.

## Complesso turistico
Con la ristrutturazione del complesso turistico di Castel Mimi sono stati inoltre completati un museo, una pinacoteca per giovani artisti, una sala congressi, un albergo, un centro benessere, un ristorante, alcuni laboratori sia di arte popolare che di arti culinarie, oltre a diversi saloni per le feste; nella casa padronale si trovano quattro grandi saloni che possono accogliere da 100 a 120 ospiti, due sale per la degustazione dei vini e sei stanze al piano interrato.

## Galleria d'immagini

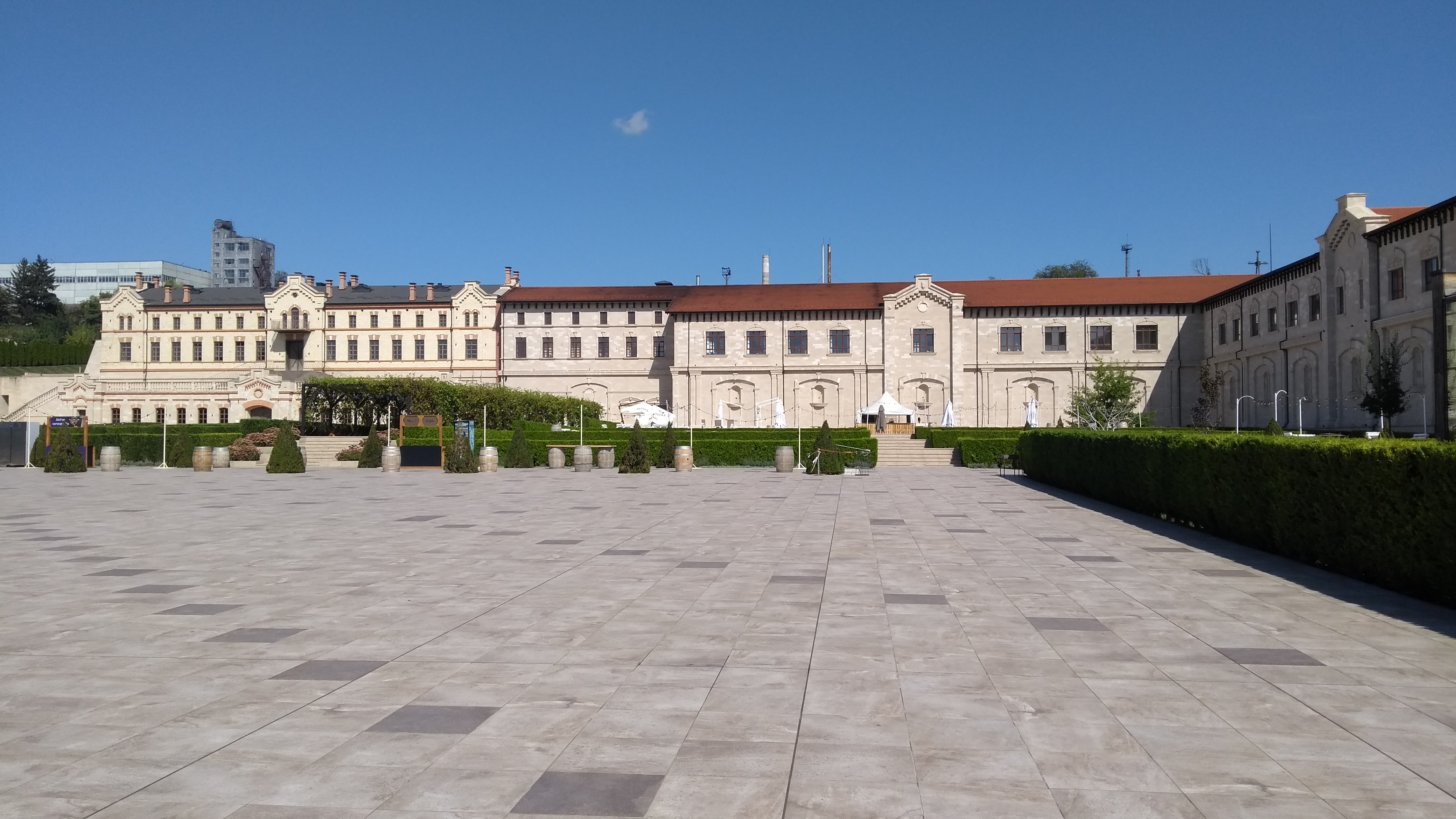
Veduta generale
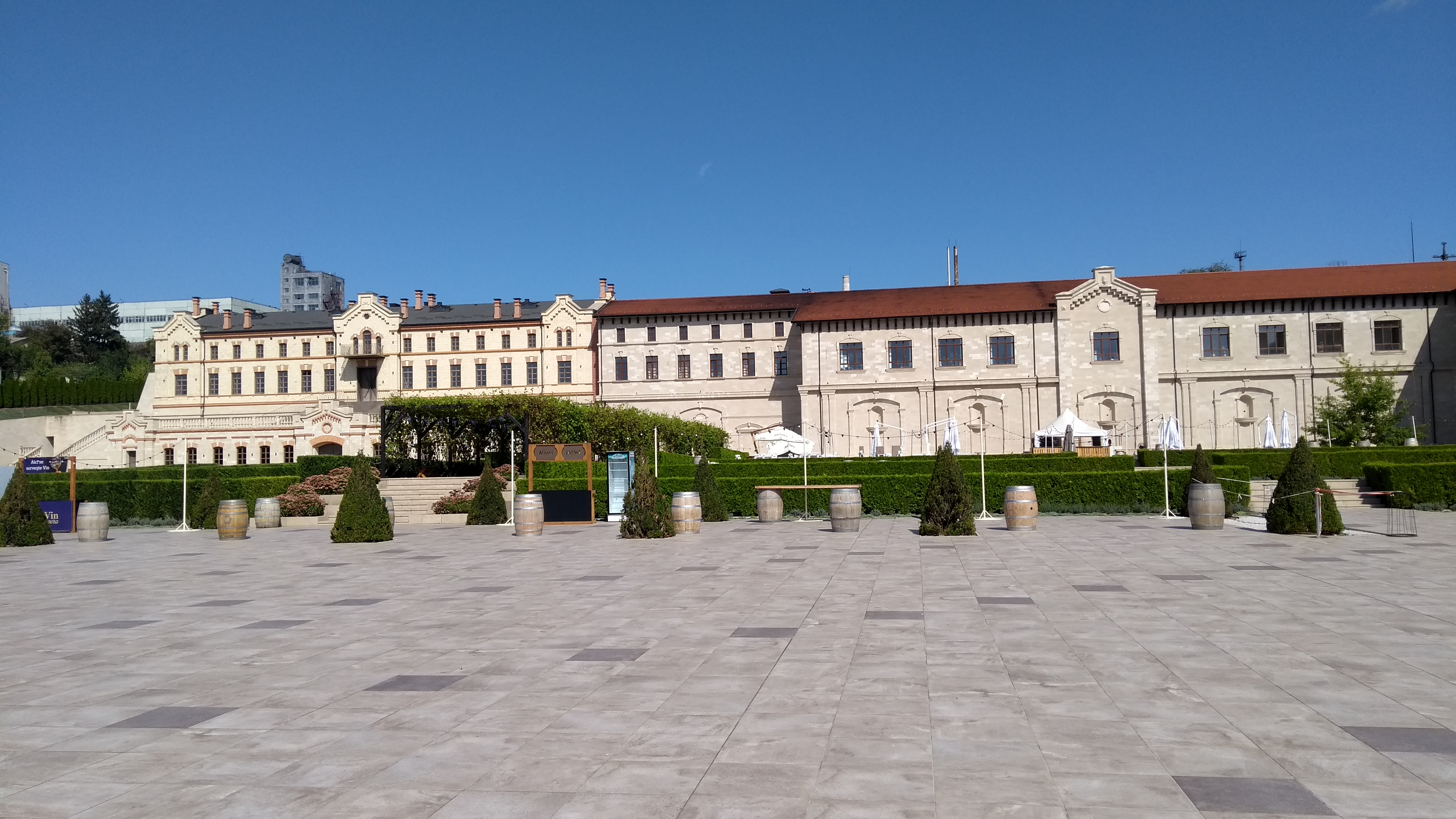
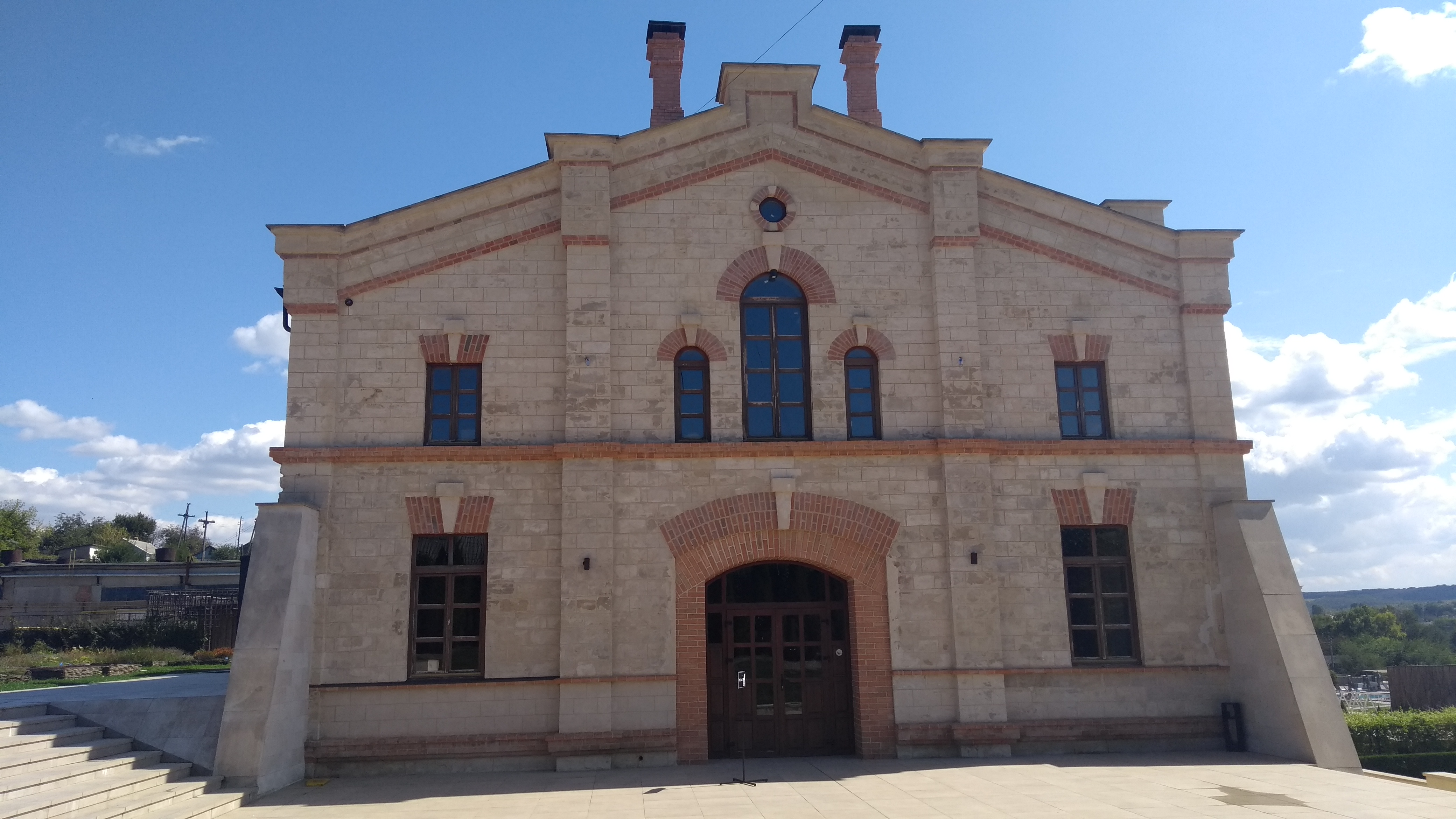
Veduta laterale
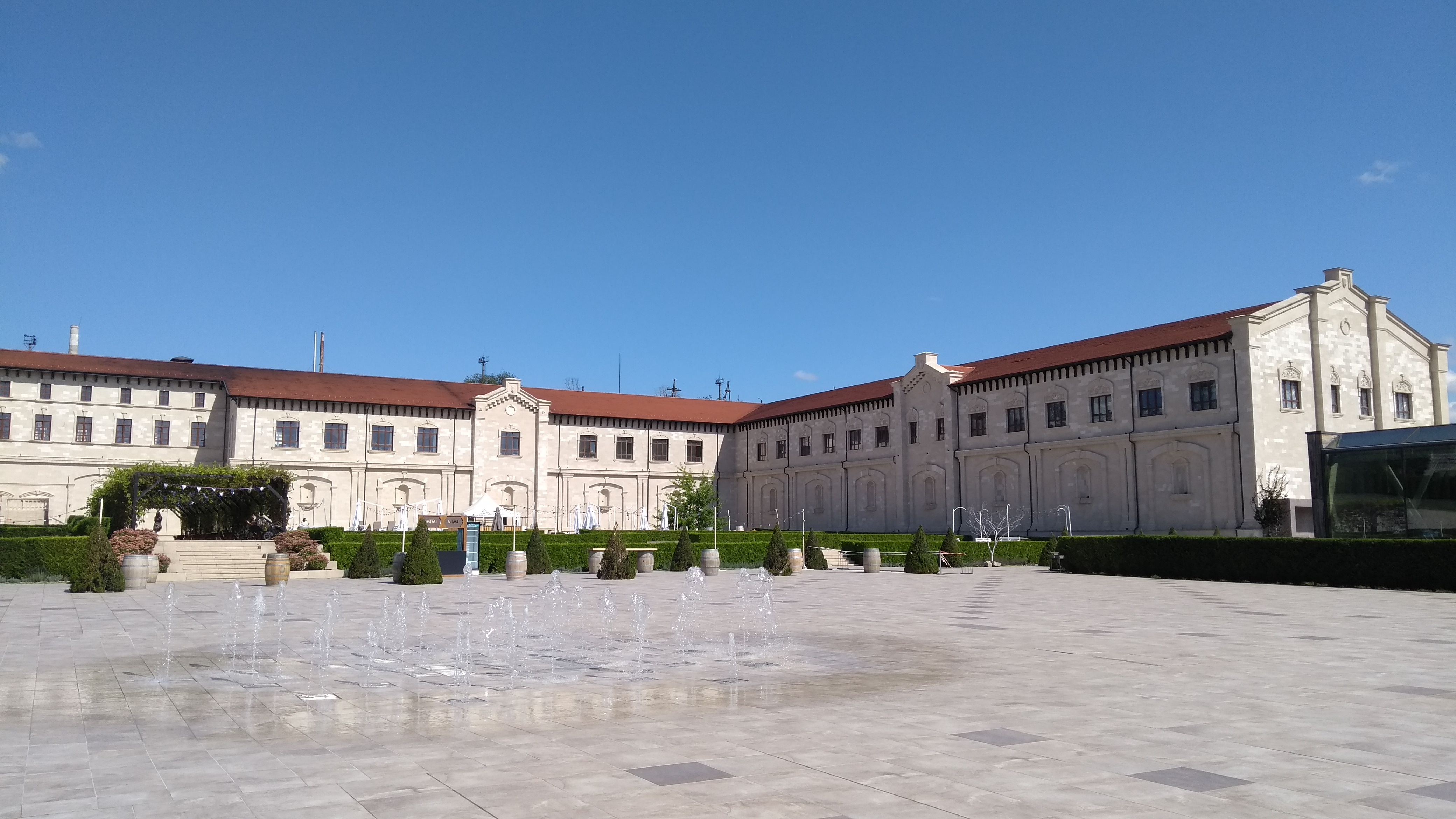
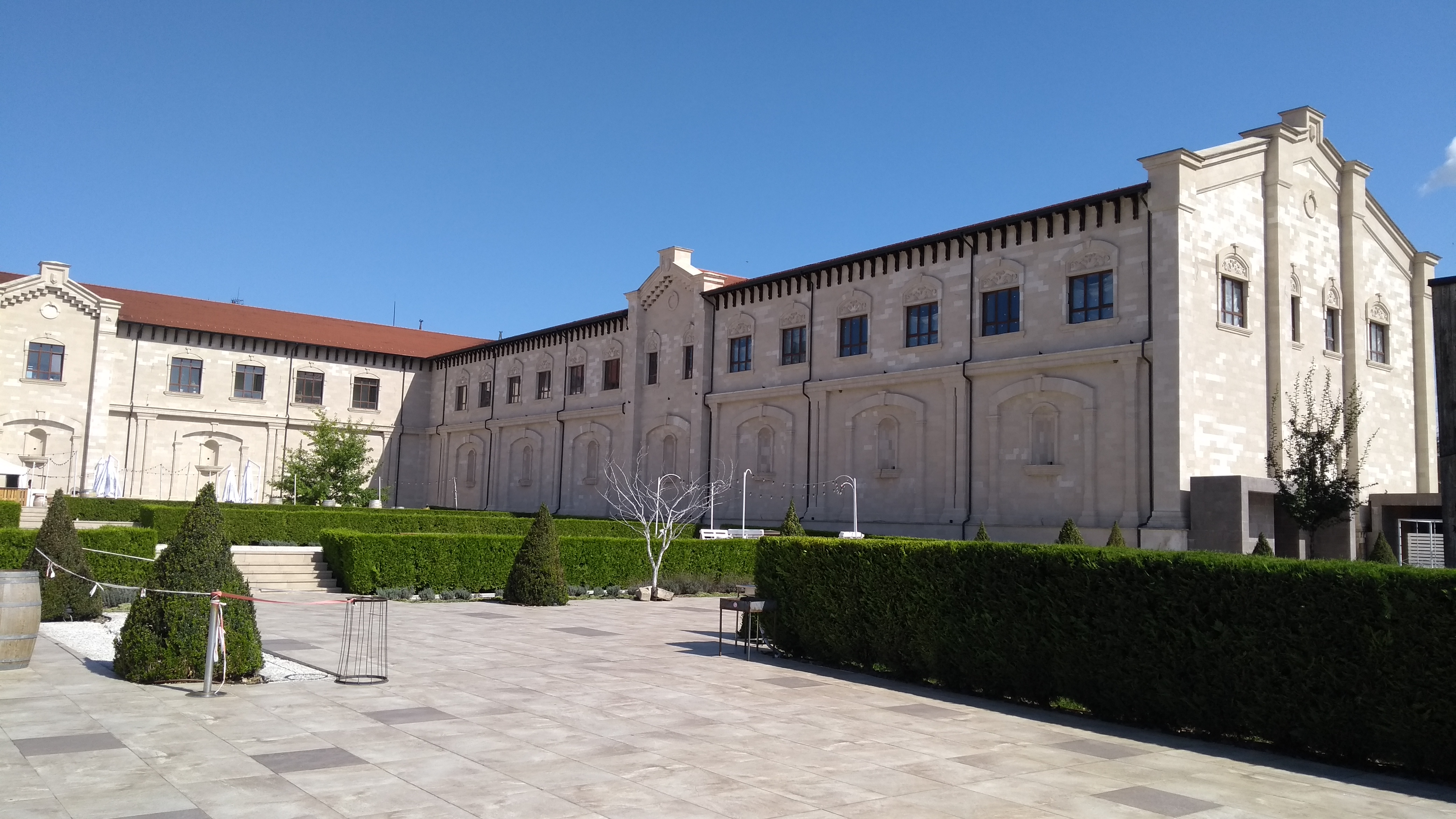
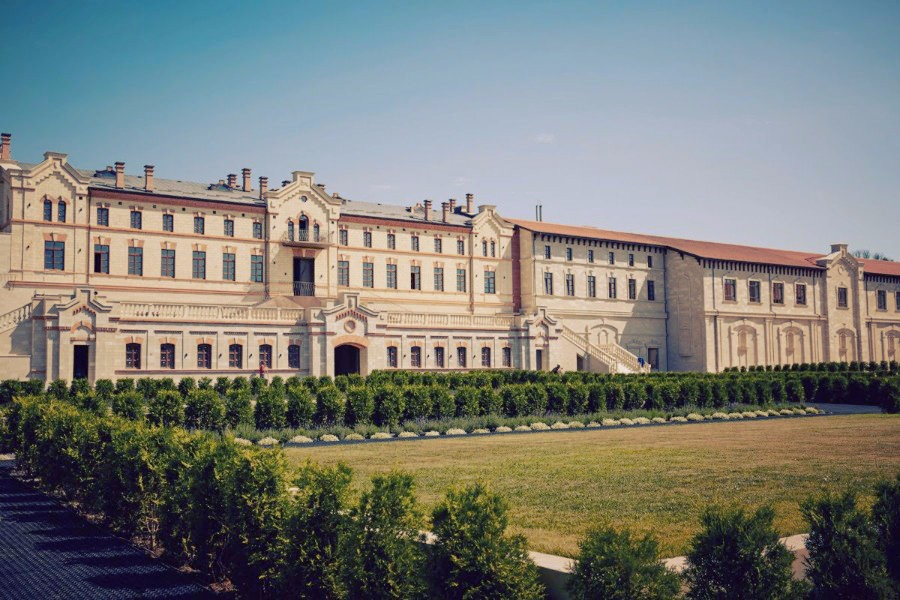
Il castello nel 2017